# Cristopher Sánchez
Cristopher Alexis Sánchez (La Romana, República Dominicana, 12 de diciembre de 1996), más conocido como Cristopher Sánchez, es un jugador profesional dominicano de béisbol que se desempeña en la posición de lanzador en Philadelphia Phillies, equipo de las Grandes Ligas de Béisbol (MLB).

## Carrera
En 2021, Sánchez hizo su debut en la MLB con el equipo Philadelphia Phillies, donde lleva jugando cuatro temporadas.